# Чабер рыхлоцветковый
Чабер рыхлоцветковый (лат. Satureja laxiflora) — однолетнее растение, вид рода Чабер (Satureja) семейства Яснотковые (Lamiaceae).

## Распространение и экология
Встречается на Кавказе, в Малой Азии, Иране, на Балканском полуострове.
Произрастает на высотах 150—1700 м над уровнем моря, каменистых склонах, сланцевых осыпях, мергелистых известняках.

## Ботаническое описание
Стебель тонкий, слабо ветвистый, высотой 10—15 (до 20) см.
Листья узкие, почти линейные или продолговатые.
Цветки по 1—3 в ложных мутовках, расположенных в пазухах листьев, образуют рыхлые, вытянутые соцветия. Верхние цветки почти сидячие, нижние — на цветоножах длиной около 0,5 см. Чашечка сначала ворончатая, потом колокольчатая, длиной 3 мм; венчик длиной 8—10 мм, опушённый.
Орешки округло-яйцевидные, длиной 1 мм, шириной 0,5 мм.

## Значение и применение
Используется как эфиромасличное растение (выход масла 0,1 %). Масло применяется для сдабривания ликёров и коньяков.
Душистые листья употребляются в свежем виде как приправа.
Хороший медонос, даёт поздний взяток. Мёд ароматный, своеобразного пряного вкуса.
Из растения можно добывать дубильные вещества.

## Классификация

### Таксономия
Вид Чабер рыхлоцветковый входит в род Чабер (Satureja) семейства Яснотковые (Lamiaceae) порядка Ясноткоцветные (Lamiales).
|  |                                      |  |                                                             |                                                             |                      |  | ещё 21 семейство (согласно Системе APG II) | ещё 21 семейство (согласно Системе APG II) |                          |  |  |  | ещё 30 — 40 видов |
|  |                                      |  |                                                             |                                                             |                      |  | ещё 21 семейство (согласно Системе APG II) | ещё 21 семейство (согласно Системе APG II) |                          |  |  |  | ещё 30 — 40 видов |
|  |                                      |  |                                                             | порядок Ясноткоцветные                                      |                      |  |                                            |                                            | род Чабер                |  |  |  |                   |
|  |                                      |  |                                                             | порядок Ясноткоцветные                                      |                      |  |                                            |                                            | род Чабер                |  |  |  |                   |
|  | отдел Цветковые, или Покрытосеменные |  |                                                             |                                                             | семейство Яснотковые |  |                                            |                                            | вид Чабер рыхлоцветковый |  |  |  |                   |
|  | отдел Цветковые, или Покрытосеменные |  |                                                             |                                                             | семейство Яснотковые |  |                                            |                                            |                          |  |  |  |                   |
|  |                                      |  | ещё 44 порядка цветковых растений (согласно Системе APG II) | ещё 44 порядка цветковых растений (согласно Системе APG II) |                      |  |                                            | ещё около 210 родов                        | ещё около 210 родов      |  |  |  |                   |
|  |                                      |  |                                                             | ещё 44 порядка цветковых растений (согласно Системе APG II) |                      |  |                                            |                                            | ещё около 210 родов      |  |  |  |                   |